# Wookey
Wookey è un villaggio con status di parrocchia civile della contea inglese del Somerset (Inghilterra sud-occidentale), facente parte del distretto di Mendip e situato ai piedi delle Mendip Hills e lungo il corso del fiume Axe.

## Origine del nome
Si pensa che il nome Wookey, che in alcuni testi appare anche come Woky, possa derivare dall'inglese antico wocig, che indica un "[luogo presso] una trappola per animali". Una spiegazione alternativa suggerisce che venga dalla parola celtica ogof che significa "grotta", con possibile riferimento alle vicine grotte di Wookey Hole.

## Geografia fisica

### Collocazione
Wookey si trova pochi chilometri a sud del villaggio "gemello" di Wookey Hole (famoso per le sue grotte) e pochi chilometri ad ovest di Wells.

### Suddivisione amministrativa della parrocchia civile di Wookey
- Wookey
- Bleadney
- Henton
- Yarley

## Società

### Evoluzione demografica
La parrocchia era parte della centena di Wells Forum.
Gli abitanti nel 1821 erano 1.040, divisi in 223 famiglie di cui 147 erano dedite all'agricoltura.
Al censimento del 2011, la parrocchia civile di Wookey contava una popolazione pari a 1.311 abitanti.

## Edifici e luoghi d'interesse

### Fenny Castle

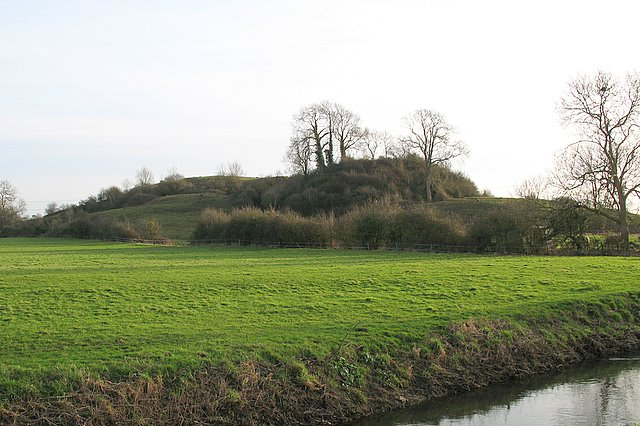
Fenny Castle

A 1,6 km a nord ovest di Polsham, ma sempre all'interno della parrocchia di Wookey, si trovano i resti semisepolti del castello di Fenny, una motta castrale situata su una collinetta naturale.

### St Matthew Church

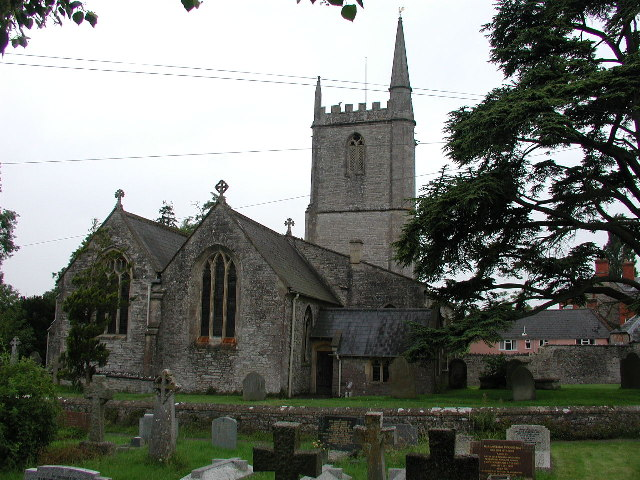
Chiesa parrocchiale di San Matteo

La Chiesa di San Matteo (St Matthew Church) eretta nel XII secolo, fu concessa al decano di Wells dal vescovo Robert di Bath, ricostruita dal vescovo Reginald fitz Jocelin e assegnata al sottodecano della cattedrale di Wells nel 1209. 
Fu oggetto di un profondo restauro in epoca vittoriana, nel 1872.